# Patrícia Bins
Patrícia Doreen Bins (Rio de Janeiro, 24 de julho de 1928 – Porto Alegre, 4 de janeiro de 2008) foi uma escritora, jornalista e artista plástica brasileira.

## Biografia
Filha de mãe inglesa e de pai húngaro, que se conheceram na Inglaterra, foram para Paris e, então, para o Brasil, indo morar no bairro carioca de Copacabana. Um ano depois, a filha do casal nasce no Rio de Janeiro. 
Como o pai trabalhava numa firma americana, aos seis anos de idade a família de Bins teve que se mudar para Belo Horizonte, em Minas Gerais onde ficariam por seis anos até se transferirem para Porto Alegre. Ainda em Minas seria matriculada no Colégio Americano de Belo Horizonte, onde aprenderia o idioma português.
Também alfabetizada em inglês, começou a dar aulas do idioma a partir dos catorze anos. Antes de se dedicar à carreira literária, estudou no Instituto de Artes da Universidade Federal do Rio Grande do Sul, tornando-se pintora. Foi casada com o arquiteto Roberto Haraldo Bins, com quem teve dois filhos, o arquiteto Roberto Bins Júnior e o artista plástico Carlos Henrique Bins, e residiu em Ipanema, na zona sul de Porto Alegre.
Como autora, Bins foi uma das pioneiras da literatura feminina brasileira. Seus livros, escritos por uma técnica que alia poesia e prosa, têm cunho intimista e psicológico. Dentre os títulos mais conhecidos estão Pele Nua do Espelho, Jogo de Fiar e Antes que o Amor Acabe. Também escreveu livros infantis.
Entre 1968 e 1984, Bins foi a responsável pela edição do suplemento cultural do jornal Correio do Povo, com poemas, contos, entrevistas e reportagens. Diversos escritores colaboravam com este suplemento, entre eles Lygia Fagundes Telles, Moacyr Scliar, Lya Luft, Laury Maciel, entre outros. Seu marido, seu filho e sua nora, Ivone Rizzo, ilustravam o jornal.
Nasce, em 6 de dezembro 1978, Helena Rizzo Bins, a primeira neta de Patricia. E, em 16 de novembro 1980, nasce Cristiano Rizzo Bins, o segundo neto. No mês seguinte lança o primeiro livro "O assassinato dos 92 pombos – cronicontos", pela Editora Metrópole, no Salão Mourisco da Biblioteca Pública de Porto Alegre. 
Em 1983 foi editado Jogo de Fiar, pela editora Nova Fronteira, considerada sua principal obra literária. Na época, produzia um livro por ano, e também recebia um prêmio a cada 12 meses[carece de fontes?].
Já em 1995 abandonou momentaneamente a literatura para se dedicar à saúde do esposo, o arquiteto Roberto Bins, que viria a falecer no dia 29 de janeiro de 1997. Em 1998 foi homenageada como patrona da 44ª Feira do Livro de Porto Alegre, sendo a terceira mulher a ocupar esta honraria.
Faleceu por causa de problemas cardíacos, aos 79 anos de idade.